# Telmatobius peruvianus
Telmatobius peruvianus là một loài ếch trong họ Leptodactylidae.
Nó được tìm thấy ở Chile và Peru.
Các môi trường sống tự nhiên của chúng là vùng đất ẩm có cây bụi nhiệt đới hoặc cận nhiệt đới và sông. Loài này đang bị đe dọa do mất môi trường sống.